# Eljegyzett számok
Az eljegyzett számok (betrothed numbers), avagy kvázibarátságos számok (quasi-amicable) olyan pozitív egész számpárok, melyek esetén az egyik szám önmagánál kisebb pozitív osztóinak összege 1-gyel nagyobb a másik számnál, vagyis az egyik szám valódi osztóinak összege éppen a másik számot adja (és fordítva). Formálisabban, az (m, n) pozitív egész számpár kvázibarátságos, ha s(m) = n és s(n) = m, ahol s(n) jelöli n valódiosztóösszeg-függvényét.
Az első néhány kvázibarátságos számpár: (48, 75), (140, 195), (1050, 1925), (1575, 1648), (2024, 2295), (5775, 6128). (A005276 sorozat az OEIS-ben)
Az eddig ismert eljegyzett számpárok egyik tagja páros, másik tagja páratlan. Ha létezik azonos paritású kvázibarátságos számpár, annak tagjai biztosan nagyobbak 1010-nél.